# Walter Kieber
Walter Kieber (ur. 20 lutego 1931 w Feldkirch, zm. 21 czerwca 2014 w Vaduz) – liechtensteiński polityk i prawnik, w latach 1974–1978 premier Liechtensteinu.

## Życiorys
W 1950 ukończył szkołę średnią w Bregencji, a w 1954 studia prawnicze na Uniwersytecie Leopolda i Franciszka w Innsbrucku. Później pracował w kancelarii prawniczej Ludwiga Marxera. Był politykiem Postępowej Partii Obywatelskiej. W latach 1959–1965 kierował służbą prawną rządu księstwa. Następnie do 1970 był szefem gabinetu premiera, pełnił też w międzyczasie funkcję sekretarza generalnego rządu. W latach 1970–1974 zajmował stanowisko wicepremiera, odpowiadając jako minister również za departamenty spraw wewnętrznych, sprawiedliwości, służb sanitarnych i transportu.
W okresie od 27 marca 1974 do 26 kwietnia 1978 sprawował urząd premiera Liechtensteinu. Był wówczas równocześnie ministrem odpowiedzialnym za sprawy zagraniczne, finanse, sprawiedliwość, budownictwo, rolnictwo i leśnictwo. Po słabszym wyniku FBP w wyborach z 1978 powrócił na funkcję wicepremiera, którą pełnił do 1980. Później ponownie praktykował jako prawnik, w latach 1992–1997 był prezesem izby adwokackiej w Liechtensteinie. W 1993 należał do współzałożycieli banku Centrum Bank w Vaduz.